# Parque Recreativo Omar Torrijos

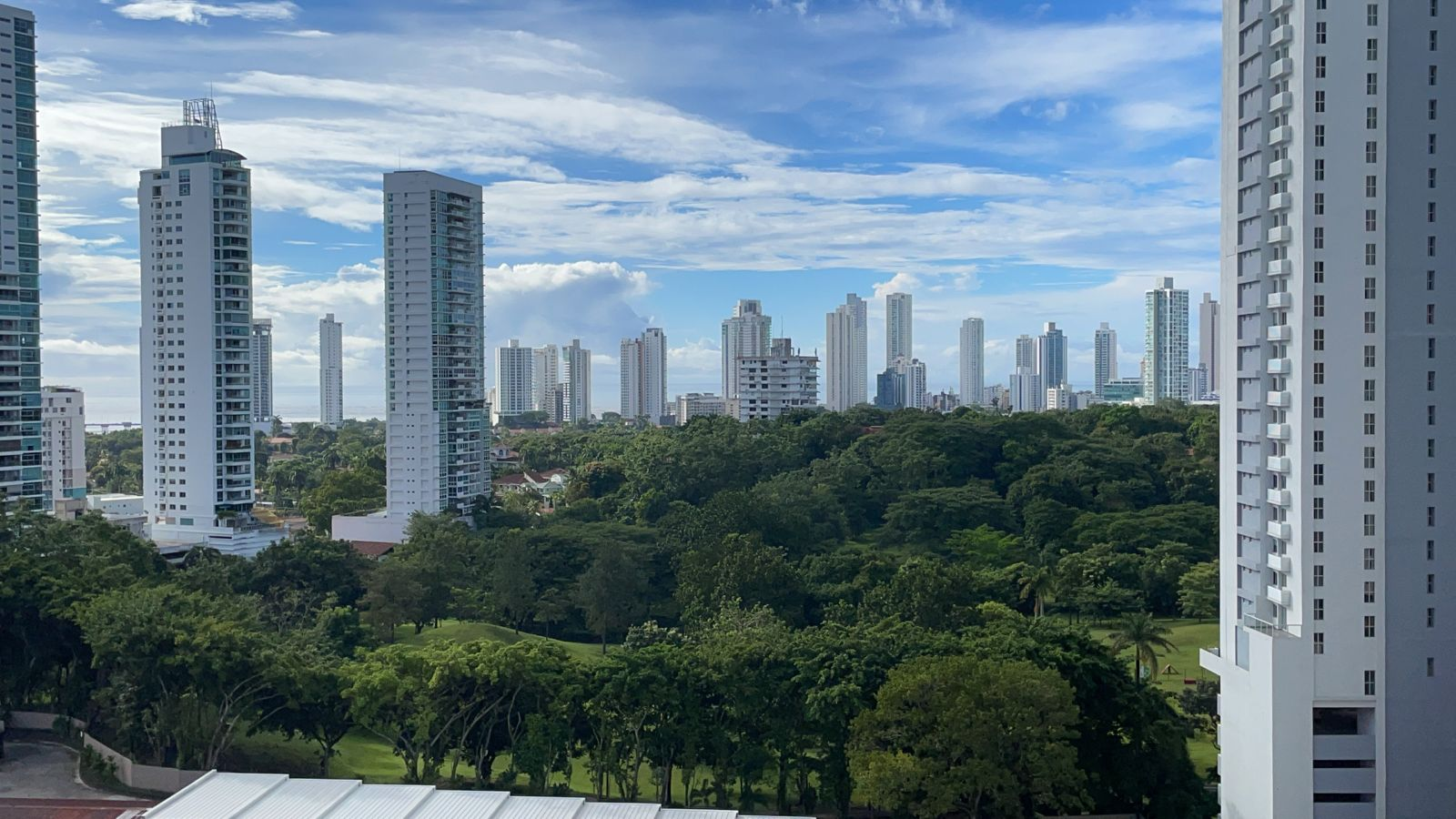
Vista aérea del área Norte del Parque Omar

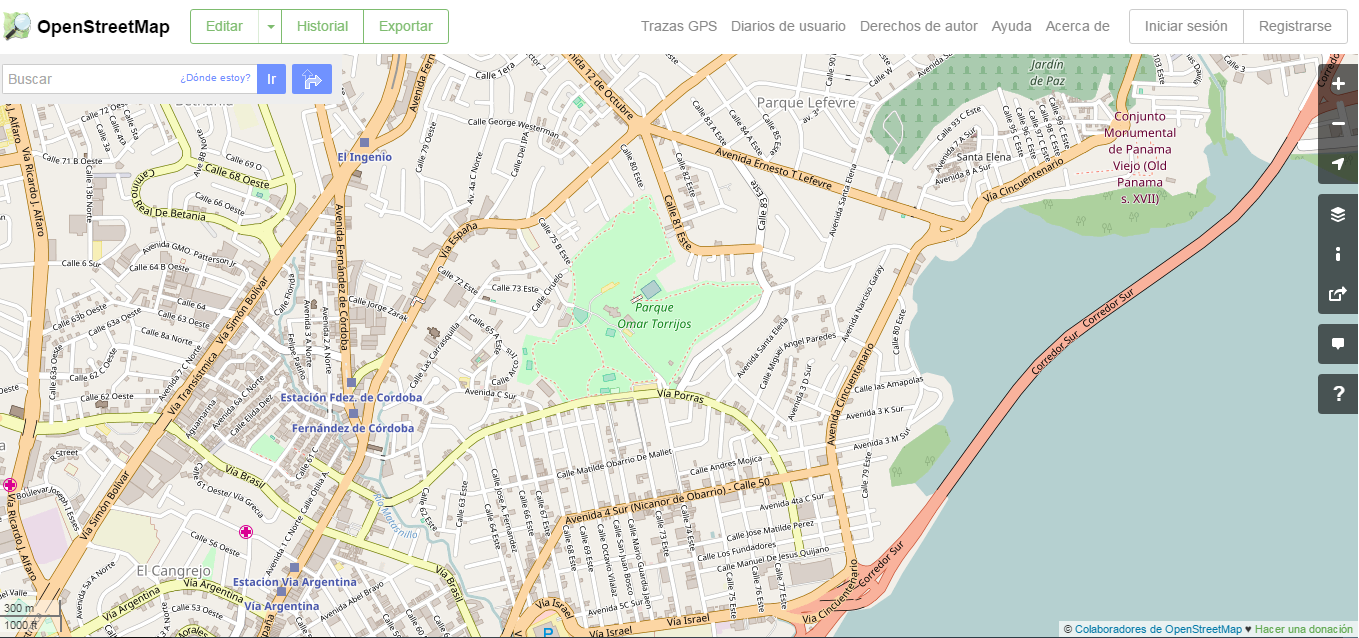
Ubicación en OpenStreetMap.

El Parque Recreativo Omar Torrijos (también conocido como Parque Recreativo y Cultural Omar) es un parque recreativo y cultural ubicado en la Ciudad de Panamá, ubicado específicamente en el Corregimiento de San Francisco (Panamá).

## Historia
Orígenes del Parque:  El parque tiene sus orígenes en la década de 1920, cuando la zona era conocida como Campo Alegre y era una zona residencial exclusiva. En la década de 1950, el gobierno de Panamá adquirió la zona para convertirla en un campo de golf de 18 hoyos para la Marina de los Estados Unidos. El campo de golf fue inaugurado en 1952 y se convirtió en un lugar popular para los residentes y visitantes que disfrutaban del deporte.
Las instalaciones eran propiedad del Club de Golf de Panamá, que era un poco más grandes que las instalaciones actuales del Parque Recreativo. En el año 1973, el General Omar Torrijos Herrera hizo un trato con el Club, por 2.1 millones de dólares , por el cual oficialmente el 15 de septiembre de 1973, La Estrella de Panamá publicó oficialmente un mapa, para algunos poco creíble, de las instalaciones del Parque Recreativo. En 1981, tras la muerte del General Torrijos, éste parque y el parque nacional Omar Torrijos en Veraguas fueron bautizados en su honor.
La conversión del campo de golf en un parque público no fue fácil. Hubo resistencia por parte de algunos sectores de la sociedad panameña, que se oponían a la pérdida del campo de golf. Además, el terreno había sido dañado por la construcción del campo de golf y requería una importante inversión para su recuperación.
Sin embargo, la visión del gobierno de crear un espacio verde público para la ciudadanía prevaleció y en 1982 se inauguró el Parque Omar Torrijos. El parque fue nombrado en honor al líder panameño, quien había fallecido en un accidente aéreo en 1981.
Desde su inauguración, el Parque Omar ha sido un lugar de encuentro y diversión para los panameños y los turistas que visitan la ciudad. Además, el parque ha evolucionado para convertirse en un importante centro de negocios y convenciones, atrayendo a empresas y eventos internacionales.
Desarrollo y Eventos Significativos: El parque se inauguró oficialmente en 1982, y desde entonces ha sido un lugar de encuentro para la comunidad panameña. En el transcurso de su historia, el parque ha sido sede de varios eventos significativos, incluyendo conciertos, festivales culturales y celebraciones del Día de la Independencia de Panamá.
Una de las características más notables del parque es el Monumento a la Bandera, que se encuentra en el centro del parque y es un símbolo de la independencia y la soberanía de Panamá. El monumento fue diseñado por el arquitecto panameño Carlos Raúl Villanueva y cuenta con una gran bandera de Panamá que ondea sobre una plataforma elevada.
El desarrollo del parque no ha estado exento de controversia. En particular, la construcción del parque requirió la demolición de varios barrios cercanos, lo que provocó la reubicación forzada de cientos de personas. Además, el sitio donde se construyó el parque era una zona naturalmente rica en biodiversidad, lo que planteó preocupaciones ambientales. A pesar de estos desafíos, el parque ha logrado convertirse en un espacio público próspero y sostenible.
Hoy en día, el Parque Omar Torrijos es uno de los principales atractivos turísticos de la Ciudad de Panamá, atrayendo a millones de visitantes cada año. El parque cubre un área de aproximadamente 56 hectáreas y cuenta con una variedad de instalaciones recreativas, incluyendo parques infantiles, campos deportivos y senderos para caminar. También alberga varias instituciones culturales importantes, como la Biblioteca Nacional y el Museo de Arte Contemporáneo.
Además de su valor cultural y recreativo, el parque ha tenido un impacto económico significativo en la Ciudad de Panamá y la región circundante. Según un informe de 2018 del Ministerio de Turismo, el parque generó una actividad económica estimada en $67 millones en 2017, y emplea a miles de personas en los sectores turístico, de hostelería y comercio.

## Instalaciones

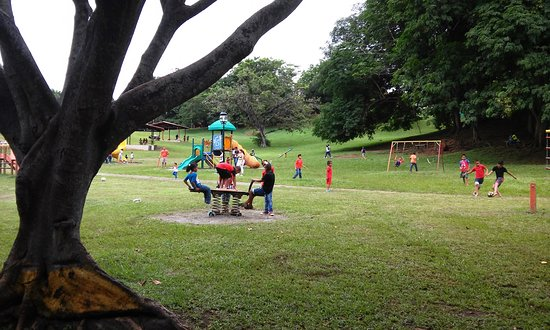
Vista del área deportiva en dónde colinda con la Biblioteca Ernesto J. Castillero.

El Parque Omar Torrijos es uno de los lugares más populares en la Ciudad de Panamá para hacer ejercicio y disfrutar de actividades al aire libre. Este parque de 56 hectáreas, ubicado en el corazón de la ciudad, cuenta con una variedad de instalaciones deportivas y recreativas para el disfrute de todos los visitantes. 
Una de las principales instalaciones del Parque Omar es su piscina, que mide 26 metros de longitud y cuenta con ocho carriles. La piscina es utilizada por nadadores profesionales y aficionados por igual, y está abierta al público en general. Además de la piscina, el parque cuenta con un moderno gimnasio que cuenta con equipo de entrenamiento cardiovascular y de fuerza, así como un área de entrenamiento funcional al aire libre.
Otra instalación popular en el Parque Omar es su amplio campo de fútbol, que es utilizado tanto para partidos amistosos como para torneos locales y nacionales. El campo de fútbol cuenta con gradas para espectadores y está rodeado de una pista para correr, lo que lo convierte en un lugar ideal para entrenamientos de alta intensidad.
El parque también cuenta con varias canchas de tenis, básquetbol y voleibol, todas ellas de acceso pagado. Estas canchas están disponibles para aquellos que deseen disfrutar de deportes en grupo y están equipadas con iluminación para su uso durante las horas nocturnas.
Además de las instalaciones deportivas, el Parque Omar cuenta con una gran área de juegos para niños, que incluye columpios, resbaladillas y áreas de escalada. También hay áreas verdes extensas donde los visitantes pueden hacer pícnic, caminar, correr y disfrutar de la naturaleza.
En resumen, el Parque Omar Torrijos es una instalación de clase mundial que ofrece una amplia variedad de opciones para el ejercicio y el entretenimiento. Las instalaciones de deporte y recreación dentro del parque están disponibles para el público en general y son mantenidas en excelente estado para la comodidad y seguridad de los visitantes.
El parque, de una longitud aproximada de 5 km, es lugar ideal para realizar deportes y actividades físicas, tales como ejercicios y juegos recreativos. Este parque es responsabilidad del Despacho de la primera dama de Panamá, sin embargo se ha discutido su traspaso a la Alcaldía de Panamá. 
También es sede de la Biblioteca Nacional Ernesto J. Castillero.
La entrada al parque es libre en un horario de 5:00 a. m. a las 10:00 p. m. Aquí también suelen usar espacios para actividades adicionales patrocinadas por la primera dama.